# Нюйоркски хардкор
Нюйоркският хардкор е хардкор пънк и метълкор музика, създадена в Ню Йорк, както и субкултурата, която се асоциира с тази музика.
Той е наследник на хардкор сцената във Вашингтон, персонифицирана от групи като „Бед Брейнс“ и „Майнър Трет“. Това е явление от 1980-те и 1990-те години.
Ню Йорк играе ключова роля при развитието на хардкора. Появява се като важна сцена през 1981 година след мигрирането на Бед Брейнс от Вашингтон. Роджър Майрет от Агностик Фронт заявява: „Започнахме да използваме термина „хардкор“, защото искахме да се отделим от дрогираната или кичозна пънк сцена, която беше на показ в Ню Йорк по онова време... Бяхме по-корави хлапета, които живееха на улицата. Имаше по-корав замах.“ Ранната сцена е документирана в компилациятаNew York Thrash от 1982 г.